# NGC 7302
NGC 7302 = IC 5228 ist eine elliptische Galaxie mit ausgedehnten Sternentstehungsgebieten vom Hubble-Typ E/S0 im Sternbild Aquarius auf der Ekliptik. Sie ist schätzungsweise 125 Millionen Lichtjahre von der Milchstraße entfernt und hat einen Durchmesser von etwa 65.000 Lichtjahren.
Im selben Himmelsareal befinden sich u. a. die Galaxien NGC 7298, NGC 7300.
Das Objekt wurde am 3. Oktober 1785 vom deutsch-britischen Astronomen Wilhelm Herschel entdeckt.